# Sérgio Mendes
Sérgio Santos Mendes (ur. 11 lutego 1941 w Niterói, zm. 5 września 2024 w Los Angeles) – brazylijski muzyk, tworzący głównie bossa novę i sambę. Grał z Antôniem Carlosem Jobimem, którego uważał za mentora, i licznymi amerykańskimi artystami jazzowymi, którzy wyjeżdżali do Brazylii. Wydawał albumy we współpracy z wieloma znanymi, współczesnymi artystami, m.in. The Black Eyed Peas.

## Dubbing
- 2011 Rio – dyrektor szkoły samby

## Dyskografia
- Dance Moderno 1961, LP/CD
- Quiet Nights 1963, LP
- Você ainda não ouviu nada. Sergio Mendes & Bossa Rio 1963, LP/CD
- The Swinger from Rio 1964, LP/CD
- Bossa Nova York. Sergio Mendes Trio 1964, LP/CD
- Cannonbal's Bossa Nova with Bossa Rio 1964, LP/CD
- In person at El Matador-Sergio Mendes & Brasil '65 1964, LP/CD
- Brasil '65. Wanda de Sah featuring The Sergio Mendes Trio 1965, LP/CD
- The Great Arrival 1966, LP/CD
- Herp Alpert Presents Sergio Mendes & Brazil '66 1966, LP/CD
- Equinox - Sergio Mendes & Brasil '66 1967, LP/CD
- The Beat of Brazil 1967, LP/CD
- Sergio Mendes Favorite Things 1968, LP/CD
- Look around - Sergio Mendes & Brasil '66 1968, LP/CD
- The Fool on the Hill - Sergio Mendes & Brasil '66 1968, LP/CD
- Crystal Illusions - Sergio Mendes & Brasil '66 1969, LP/CD
- Ye-me-lê. Sergio Mendes & Brasil '66 1970, LP/CD
- Live at Expo' 70. Sergio Mendes & Brasil '66 1970, LP/CD
- Stillness - Sergio Mendes & Brasil '66 1971, LP/CD
- País Tropical - Sergio Mendes & Brasil '77 1971, LP/CD
- Primal Roots (Raizes) - Sergio Mendes & Brasil '77 1972, LP/CD
- Love Music - Sergio Mendes & Brasil '77 1973, LP/CD
- In Concert - Sergio Mendes & Brasil' 77 1973, LP
- Vintage 74 - Sergio Mendes & Brasil' 77 1974, LP/CD
- Sergio Mendes 1975, LP/CD
- Homecooking - Sergio Mendes & Brasil '77 1976, LP/CD
- Sergio Mendes & and the New Brasil '77 1977, LP/CD
- Brasil '88 1978, LP/CD
- Pelé - (Original Soundtrack) 1978, LP/CD
- Magic Lady 1979, LP/CD
- Horizonte Aberto 1979, LP/CD
- Sergio Mendes 1983, LP/CD
- Confetti 1984, LP/CD
- Brasil '86 1986, LP/CD
- Arara 1989, LP/CD
- Brasileiro 1992, CD
- Oceano 1996, CD
- Timeless 2006, CD
- Encanto 2008, CD
- Bom Tempo 2010, CD